# Demonax nigronotatus
Demonax nigronotatus är en skalbaggsart som beskrevs av Dauber 2006. Demonax nigronotatus ingår i släktet Demonax och familjen långhorningar. Inga underarter finns listade i Catalogue of Life.